# Collie Herb

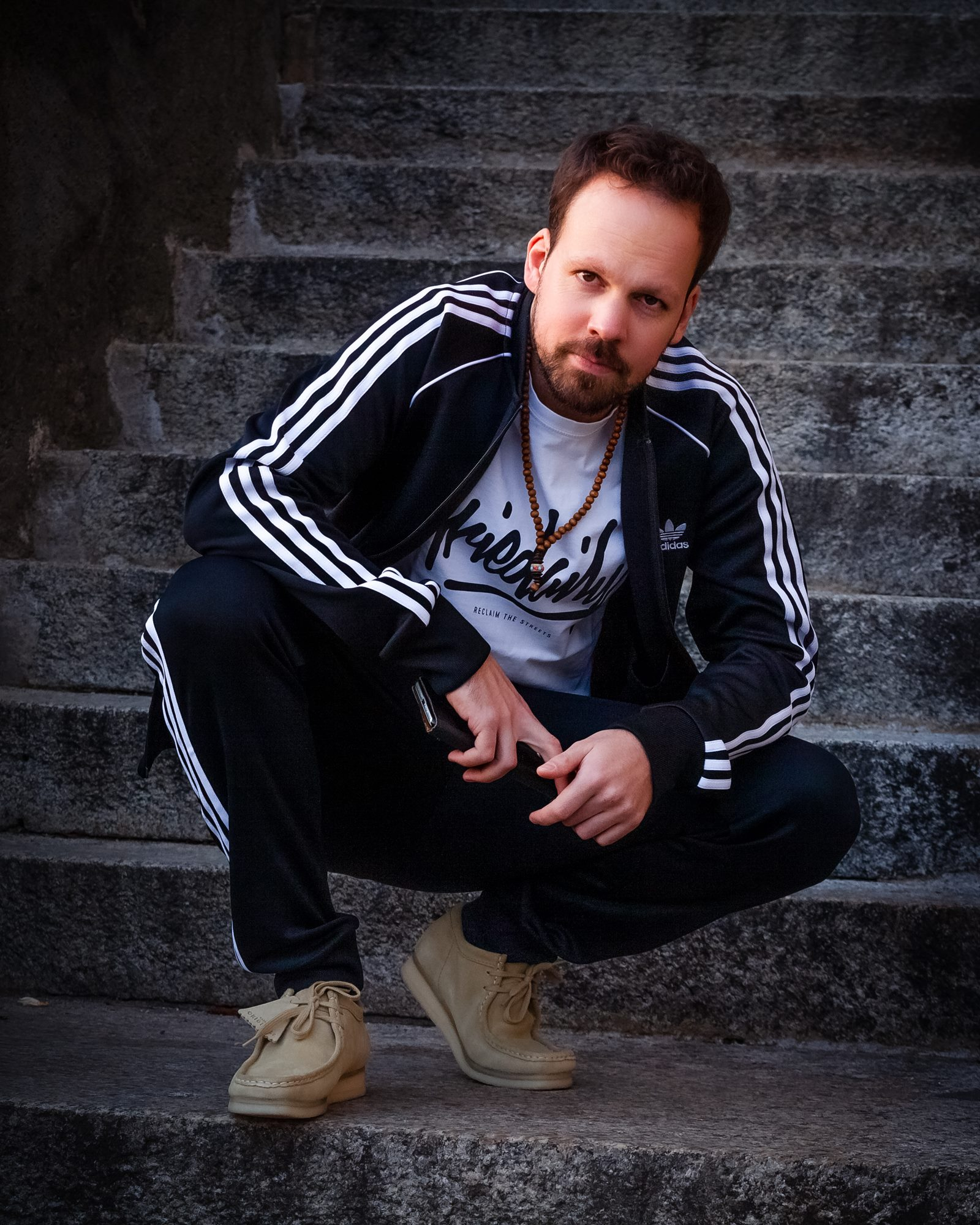
Collie Herb (2019)

Collie Herb (* 29. August 1986 in Olten als Patrick Bütschi) ist ein Schweizer Singer-Songwriter, der auf Schweizerdeutsch Reggae und Dancehall singt.

## Biografie
Vor seiner Musikerkarriere absolvierte er eine kaufmännische Lehre (KV) und arbeitete bei einem Fair-Trade-Label. Nach zwei Underground-Mixtapes und Gastauftritten auf Alben anderer Musiker gab er 2011 mit seiner Band The Vibe Controllers seine erste CD Jede Tag EP heraus. 2012 nahm er mit derselben Band beim grössten Reggae-Festival, dem Rototom Sunsplash, in Spanien teil. 2013 wurde er vom Kanton Solothurn mit dem Förderpreis für Musik ausgezeichnet. Im gleichen Jahr veröffentlichte er sein Album Authentisch. 2014 sang er am European Reggae Contest im Halbfinal in Berlin und im Final in Bordeaux. 2015 nahm er am Benefizkonzert für Flüchtlinge Be aware and share teil. 2016 begann er, mit der Schweizer Reggaeband Mighty Roots zusammenzuarbeiten.
Herb wurde als ein „unbekümmerter Grenzgänger zwischen Reggae und Hip-Hop und kombiniert positive Dancehall-Energie mit der mitreissenden Kraft des Rap“ beschrieben.

## Diskografie
- Collie Yuga. Mixtape, 2008.
- Karma Konnected. Mixtape, 2010.
- Jede Tag. Extended Play, 2011.
- Liebi & Hustle. Mixtape, 2012.
- Authentisch. Album, 2013.
- Wies Wär. Extended Play, 2015.
- Bambus. Album, 2016
- Everywhere We Go feat. Cali P. Single, 2017
- Be Aware And Share feat. Pyro, Crosby & La Nefera, Single, 2017
- Ferie. Single, 2018
- Lingo. Extended Play, 2019
- Clarks. Single, 2020
- Trolle Wie Dr Trump. Single, 2020
- Collieversum. Album, 2020
- Detox. Album, 2023